# Grad Majšperk
Grad Majšperk (nemško Monsberg) je grad, katerega ruševine so še vidne na griču nad Majšperkom. Po njem je naselje dobilo ime. Stavbna zasnova izhaja iz 13. stoletja, kar je vidno v arhitekturnih značilnostih.
Grad se prvič omenja leta 1256 pod latinskim imenom castrum Mannesperch. Kasneje je omenjen še leta 1340 kot vest vnd turn Mannesperch in leta 1478 kot geslos Monsperg. Leta 1635 so grad zavzeli in požgali uporni kmetje, leta 1695 je pogorel, a so ga kasneje obnovili. Skozi vsa ta leta, se je na gradu zvrstilo več plemiških rodbin, med njimi Mosconi, Juriči, Hohenwarti, itd.
Leta 1885 je bil grad že zapuščen in močno zanemarjen, koncem 19. stoletja pa je propadel. 
Ostanki gradu sestavljajo večinoma severno obzidje; vidni so tudi sledovi obrambnega zidu in jarka.